# FCD Lottogiaveno
FCD Lottogiaveno is een Italiaanse voetbalclub uit Giaveno die in de Serie D/A speelt. De club werd opgericht in 1968. De officiële clubkleuren zijn rood en blauw.

## Geschiedenis
De club werd in 1968 opgericht als US Giaveno en speelde tijden in de regionale reeksen van Piëmont. In 1986 fuseerde de club met US Coazze en kreeg het een nieuwe naam, AC Giaveno Coazze. In enkele jaren tijd promoveerde de club naar de Serie D. In hun eerste seizoen in de Serie D (1989-1990) eindigden ze op een zesde plaats. Het daaropvolgende seizoen degradeerde de club en bleef ze tijden in de Eccellenza spelen. De club promoveerde na het seizoen 2002-2003, waarin de clubnaam werd veranderd naar FC Giaveno. Na een sponsorcontract gesloten te hebben met Lotto Sport Italia in 2007 veranderde de club haar naam in FCD Lottogiaveno.